# Amber Harris
Amber Shenee Harris (Indianapolis, 16 gennaio 1988) è un'ex cestista statunitense, professionista nella WNBA.

## Carriera
È stata selezionata dalle Minnesota Lynx al primo giro del Draft WNBA 2011 con la 4ª chiamata assoluta.

## Palmarès
- 2 volte campionessa WNBA (2011, 2013)